# Pogreška kompozicije
Pogreška kompozicije vrsta je logičke pogreške. Ovu se pogrešku čini kad se svojstva koja se jedino javljaju kod djelova pripisuje cjelini. Obrnuti je slučaj od pogreške podjele.